# Olius
Olius – gmina w Hiszpanii, w prowincji Lleida, w Katalonii, o powierzchni 55,18 km². W 2011 roku gmina liczyła 881 mieszkańców.